# Abstecke
Der Begriff Abstecke ist ein soziolektaler Ausdruck aus dem Rotlichtmilieu. Er bezeichnet einen Geldbetrag, den ein Zuhälter von einem anderen Zuhälter als Ausgleichszahlung erhält, wenn eine seinem Geschäftskreislauf zuzurechnende Prostituierte zu diesem anderen Zuhälter wechselt. Die Höhe der Abstecke orientiert sich hierbei an der geschätzten Höhe des Einnahmeverlustes des vorherigen Zuhälters durch Abgabe der ökonomischen Kontrolle über die Prostituierte an einen anderen Zuhälter. Das Zahlen einer Abstecke ist in Deutschland ein Indiz zum Vorliegen des Straftatbestandes der „dirigistischen Zuhälterei“ gem. § 181a Abs. 1 Nr. 2 StGB.